# Big Girls Don't Cry/Connie-O
Big Girls Don't Cry/Connie-O è un singolo del gruppo musicale The Four Seasons.

## Descrizione
Il brano sul lato A, Big Girls Don't Cry, fu estratto dall'album Sherry & 11 Others, mentre Connie-O era inedito.
Il disco raggiunse la prima posizione su Billboard Hot 100 e Big Girls Don't Cry divenne uno dei brani più noti del gruppo.
Nel 1985, The Weather Girls ne incisero una cover nell'album Big Girls Don't Cry.

## Tracce
LATO A
1. Big Girls Don't Cry (testo: Bob Crewe – musica: Bob Gaudio; edizioni musicali Bobop Music)

LATO B
1. Connie-O (testo: Bob Crewe – musica: Bob Gaudio; edizioni musicali Bobop Music)

## Formazione
- Frankie Valli – voce, battimani
- Tommy DeVito – voce, cori, chitarra, battimani
- Nick Massi – voce, cori, basso, battimani
- Bob Gaudio – voce, cori, piano, battimani
- Panama Francis – batteria

## Classifiche
| Classifica (1962-63) | Posizione raggiunta |
| -------------------- | ------------------- |
| Stati Uniti          | 1                   |
| Regno Unito          | 13                  |